# 리얼뮤직소사이어티
리얼뮤직소사이어티(Realmusicsociety Inc.)는 대한민국의 음반사이다. 2013년에 록 밴드 홀리루트에 의해 창립되었고, 강상원이 대표이사로 있었으나 홀리루트 멤버탈퇴와 시기를 같이하여 사임했다. 현재 대표이사는 김홍욱이다. 주로 록 음반을 전문으로 하는 레이블이며 음반 발매 뿐만 아니라 공연 기획 등의 다양한 활동을 하고 있다.

## 소속 아티스트
- 홀리루트

## 앨범 리스트
- 홀리루트(Holyroute) - 언체인 (Unchain)
- 홀리루트(Holyroute) - 파르페 (Parfait)
- 소닉오브스턴(Sonic of Stun) - Started
- 투현(2hyun) - Light
- 돈쥬(Dyon Joo) - In the Trapped Night
- T.W.O (THE WAY OUT) - January
- 에이사운드(A.SOUND) - Jump 2nd Sound
- RedQueen최영환 - 회상-약오르지뿔났지
- 헤스론(Hezron) - 카페에서 널 봤어
- YOJA - YOJA
- 한원 - 위로가 되길
- 유하영 - 헷갈려
- Knowing GOD Worship - 나의 하나님
- 여피(Yuppie) - 안 벗은 (Don't take off your clothes)
- 여피(Yuppie) - 안 벗은 Remix
- 백기범 - Pan Studio Project Vol.4
- 헤스론(Hezron) - 미련
- 이지두밴드(EZ DO BAND) - EZ DO BAND Vol.1
- 슬로우케이(Slow.k) - Utopia
- 슬로우케이(Slow.k) - 선인장
- 여피(Yuppie) - Coat
- 다이돌핀(Didorphin) - 첫 눈
- 키잔(Kizan) - Love u Bae
- 여피(Yuppie) - Female Shaman
- 차동현, 한동우, 김나래, 양홍비, 장세은, 조은세, 조완희, 차예빈 - Top Music Academy 1st Album
- 김민성 - 추억은 잊혀지지 않는다
- 슬로우케이(Slow.k) - Hurricane
- 여피(Yuppie) - Sakura